# NGC 1157
NGC 1157 је спирална галаксија у сазвежђу Еридан која се налази на NGC листи објеката дубоког неба.
Деклинација објекта је - 15° 7' 5" а ректасцензија 2h 58m 6,6s. Привидна величина (магнитуда) објекта NGC 1157 износи 14,8 а фотографска магнитуда 15,6.